# Interstate 20
Interstate 20 – amerykańska autostrada rozpoczynająca swój bieg w Kent w stanie Teksas od skrzyżowania z Interstate 10, a kończąca się na skrzyżowaniu z Interstate 95. Droga ma długość 2477 kilometrów.

## Przebieg
- Teksas
- Fort Worth - Dallas
  - Skrzyżowanie z Interstate 35
  - Skrzyżowanie z Interstate 45
- Luizjana
- Shreveport
  - Skrzyżowanie z Interstate 49
- Missisipi
- Jackson
  - Skrzyżowanie z Interstate 55
- Alabama
- Birmingham
  - Skrzyżowanie z Interstate 65
- Georgia
- Atlanta
  - Skrzyżowanie z Interstate 75
  - Skrzyżowanie z Interstate 85
- Karolina Południowa
- Columbia
- Florence
  - Skrzyżowanie z Interstate 95